# Blang Seunong (Baktiya Barat)
Blang Seunong is een bestuurslaag in het regentschap Aceh Utara van de provincie Atjeh, Indonesië. Blang Seunong telt 634 inwoners (volkstelling 2010).